# San Martino della Battaglia liquoroso
Il San Martino della Battaglia liquoroso è un vino DOC la cui produzione è consentita nelle province di Brescia e Verona.

## Caratteristiche organolettiche
- colore: ambrato con sfumature topazio con l'invecchiamento
- odore: intenso, caratteristico, di frutta secca
- sapore: gradevolmente dolce, vellutato, armonico e generoso, con leggero retrogusto di mandorla.

## Storia
La zona del Garda ove si coltiva il friulano (ex tocai) è stata un'antica enclave della serenissima in terra lombarda a disposizione per esperimenti di viticoltura. Pertanto, storicamente si è imposto l'utilizzo di questo vitigno in una zona assai ristretta ma che ha conservato questa peculiarità nei secoli. La piccola zona è circondata infatti dalla coltivazione dell'autoctona turbiana, l'uva con la quale si produce il Lugana.
La versione liquorosa, molto rara, è una chicca che riprende un antico consumo locale.
Dal 2013, a causa del divieto a utilizzare il precedente nome Tocai per designare il vitigno con cui è composto il vino, il San Martino della Battaglia ha ripreso l'antico nome dialettale Tuchì per individuare il vitigno.

## Abbinamenti consigliati
Crostata di marmellata, gorgonzola piccante.

## Produzione
Provincia, stagione, volume in ettolitri
- nessun dato disponibile